# Isenhofer von Waldshut
Isenhofer von Waldshut (* 15. Jahrhundert)  war um 1443 der Verfasser eines Schmähliedes auf die Eidgenossen während des Alten Zürichkrieges.
Die Namensangabe „von Isenhofen“ findet sich im Text der 21. Strophe des Schmähliedes.
Nach einer Textstelle in der Chronik des Aegidius Tschudi stammt der Verfasser des Liedes aus Waldshut: „Isenhofer von Waldshut“. An einer weiteren Stelle in der gleichen Quelle wird Isenhofer als Vogt der österreichischen Feste Freudenberg genannt. Isenhofer schließt sich formal und inhaltlich dem Minnesänger Neidhart von Reuenthal an. Er schmäht insbesondere namentlich die Eidgenossen der Kantone Glarus und Schwyz und ruft Zürich zum Kampf gegen diese beiden Kantone auf. In einer weiteren Strophe nimmt Isenhofer Bezug auf die Schlacht bei Sempach 1386.
Der vollständige Text des Schmähliedes ist in 22 Strophen gedruckt in: Ludwig Tobler. Schweizer Volkslieder. Frauenfeld 1882–1884. Reprint: Hildesheim: Olms 1975; ein Teilabdruck: „Wohlauf ich hör ein neu Getön“ wurde in die Sammlung Des Knaben Wunderhorn (Band II, S. 412) unter der Verfasserangabe „Isenhofer von Walzhut“ aufgenommen. Im 19. Jahrhundert wird die Gestalt des Isenhofer von Waldshut als Nebenfigur in Heinrich Zschokkes Der Freihof von Aarau von 1847 verwendet: „Nun erfuhr Gangolf, daß seine liebenswürdige Verlobte nur noch zwei Tage in der Stadt verweilen, dann zu ihrem Vater, Hans von Falkenstein, nach Seckingen reisen werde, daß sie, einige weibliche Bediente ungerechnet, einen Ritter Bentelin von Hemmenhofen und einen lustigen Gesellen von Waldshut, Namens Isenhofer, zur Begleitung habe, der kurzweilige Verse mache, aber ein Erzfeind der Eidgenossen sei.“